# O Jesu Christ, mein's Lebens Licht
 O Jesu Christ, mein's Lebens Licht (in tedesco, "Oh Gesù Cristo, luce della mia vita") BWV 118-118b è un mottetto o movimento di cantata di Johann Sebastian Bach, composto sull'omonimo corale impiegato come cantus firmus.

## Storia
La prima documentazione di un'esecuzione di questo brano risale all'11 ottobre 1740, quando venne suonato al funerale del conte Friedrich von Flemming, anche se è probabile che Bach lo abbia composto all'incirca tre anni prima di questa data.
L'organico di questa prima versione prevedeva, oltre al coro misto, tre tromboni, organo, un cornetto e due litui. Sull'identità dei litui ci sono diverse teorie. La più accreditata afferma che si tratti in realtà di corni naturali, chiamati in questo modo da Bach, per via del loro antico nome latino. Infatti, nell'antica Roma, si usava accompagnare le cerimonie funebri con ottoni tipo cornus, tuba, e, appunto, lituus. Da qui, anche, la scelta dell'organico da parte dell'autore (cornetto, trombone e lituo).
Le parti strumentali erano pensate per gli Stadtpfeifer (i suonatori del complesso di fiati municipale), ed è per questo motivo che sono di difficile esecuzione.
Il brano fu, secondo ciò che è suggerito dalla scelta orchestrativa, suonato prima all'aperto nel cimitero, senza l'organo, e venne poi rieseguito al chiuso per la continuazione delle esequie (questa volta con l'aggiunta dell'organo).
Nella seconda versione (eseguita per la prima volta intorno al 1747), Bach decise di rimpiazzare i tre tromboni e il cornetto con gli archi,  e indicò come facoltativo un eventuale raddoppio delle parti del coro da parte di tre oboi e un fagotto.

## Struttura
Il brano inizia con un passo strumentale, che riprende un inciso melodico della melodia di corale, inserendolo in un contrappunto a sei voci. Alla diciottesima battuta il coro fa il suo ingresso, partendo dai contralti. Ogni voce si inserisce ripetendo le prime note del cantus firmus. Dopo la conclusione delle quattro strofe (che iniziano sempre con le entrate separate delle varie voci),  vi è la ripresentazione della sezione strumentale d'apertura.  Dopo di che si incontra un'indicazione di ritornello, che suggerirebbe la ripetizione del mottetto con testo tratto da altre stanze del corale.